# Caridina caobangensis
Caridina caobangensis is een garnalensoort uit de familie van de Atyidae. De wetenschappelijke naam van de soort is voor het eerst geldig gepubliceerd in 2002 door S.-Q. Li & Liang.